# Stefan Bergtoft
Stefan Bergtoft, född 24 mars 1979, är en svensk före detta fotbollsspelare som spelade som mittfältare.
Bergtoft har spelat sex och en halv säsong för Djurgårdens IF, 2000-2006. Tiden i Djurgården kan karakteriseras som en tid med skador, lite speltid och mestadels inhopp eller spel från start när laget varit drabbat av avstängningar eller skador. Han lånades ut till Brommapojkarna i slutet av säsongen 2006 där han var med och spelade upp laget till Allsvenskan. 
Efter säsongen 2006 var han kontraktslös och skrev på för Brommapojkarna. Under en träningsmatch mot AIK i mars 2007 skadade Bergtoft sig allvarligt och riskerade att missa hela säsongen 2007 . Efter att ha missat hela säsongen 2007 för att läka skadan blev Bergtoft i speldugligt skick igen till försäsongen 2008. Under säsongen 2008 blev det 21 seriematcher och bidrog åter till att spela upp Brommapojkarna till Allsvenskan.
Bergtoft deklarerade efter säsongen 2008 att han skulle sluta med elitfotbollen och skrev på för Spånga IS i division 2.

## Meriter
- Delaktig SM-guld 2002, 2003 och 2005 med Djurgården.
- Delaktig Cupguld 2002, 2004 och 2005 med Djurgården.
- Delaktig i att ha vunnit allsvenskt kval (november 2006) med Brommapojkarna.

## Seriematcher och mål
- 2008: 21 / 0
- 2007: 0 / 0 (långtidsskadad)
- 2006, höst (i BP): 6 / 1
- 2006, vår (i DIF): 4 / 0
- 2005: 2 / 0
- 2004: 7 / 1
- 2003: 16 / 0
- 2002: 10 / 0
- 2001: 6 / 0
- 2000: 8 / 0 (källa)